# Special Detective Unit
Die Special Detective Unit (SDU) (irisch: Aonad Speisialta Bleachtaireachta) ist die wichtigste Behörde für die innere Sicherheit der Garda Síochána, der nationalen Polizei der Republik Irland, unter der Ägide des Crime & Security Branch (CSB). Sie ist die wichtigste Ermittlungseinheit für Terrorismusbekämpfung und Spionageabwehr innerhalb des Staates. Die Sonderermittlungseinheit löste die Special Branch ab, die ihrerseits die ältere, 1921 gegründete Kriminalpolizei (Criminal Investigation Department – CID) ersetzte. Sie arbeitet bei internen Angelegenheiten mit der Direktion der Verteidigungskräfte des militärischen Nachrichtendienstes (G2) – dem nationalen Nachrichtendienst der Republik Irland – zusammen. Das Hauptquartier der Einheit befindet sich in der Harcourt Street in Dublin.
Die Emergency Response Unit (ERU), eine spezialisierte bewaffnete taktische Einheit, war eine Abteilung der SDU bis 2017, als das Special Tactics and Operational Command das Kommando über die Einheit übernahm.